# Stenticka
Stenticka (Polyporus tuberaster) är en svampart som först beskrevs av Jacq. ex Pers., och fick sitt nu gällande namn av Elias Fries 1815. Stenticka ingår i släktet Polyporus och familjen Polyporaceae.  Arten är reproducerande i Sverige. Inga underarter finns listade i Catalogue of Life.

## Källor

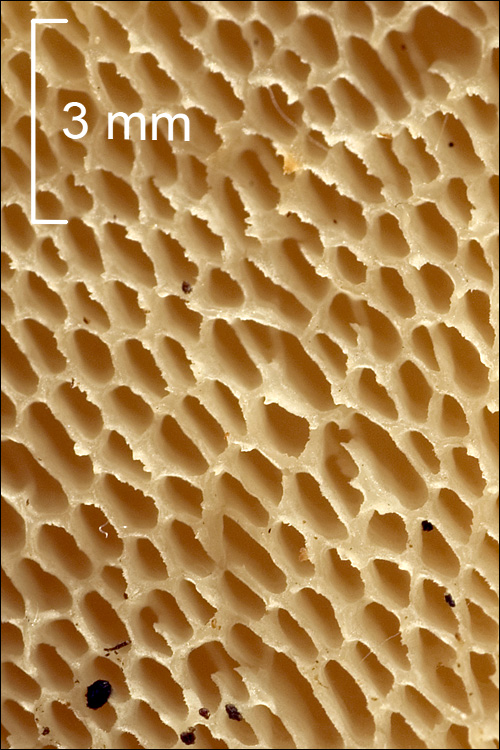
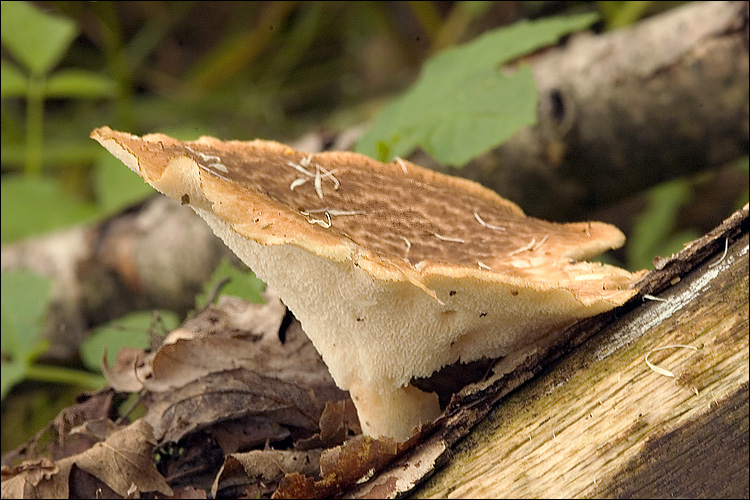
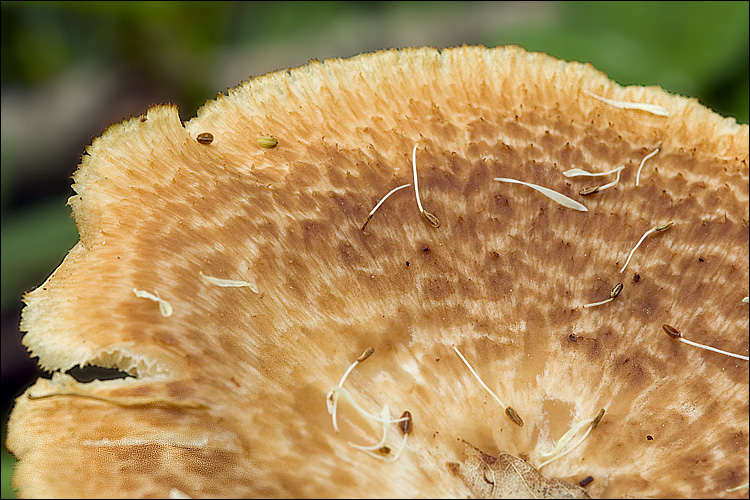
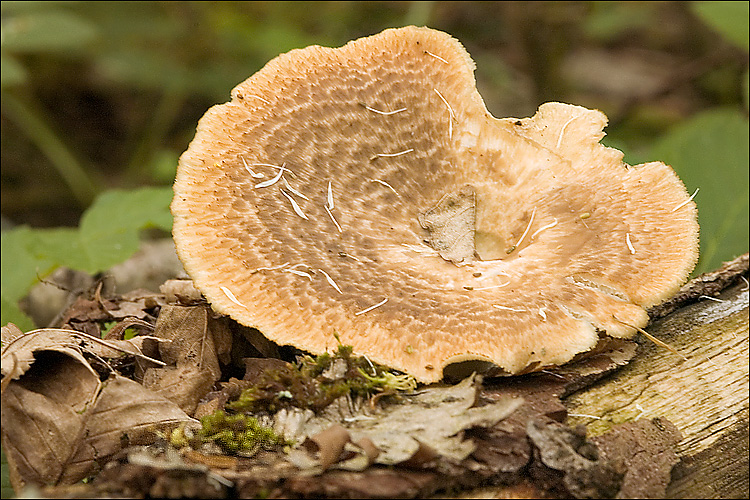
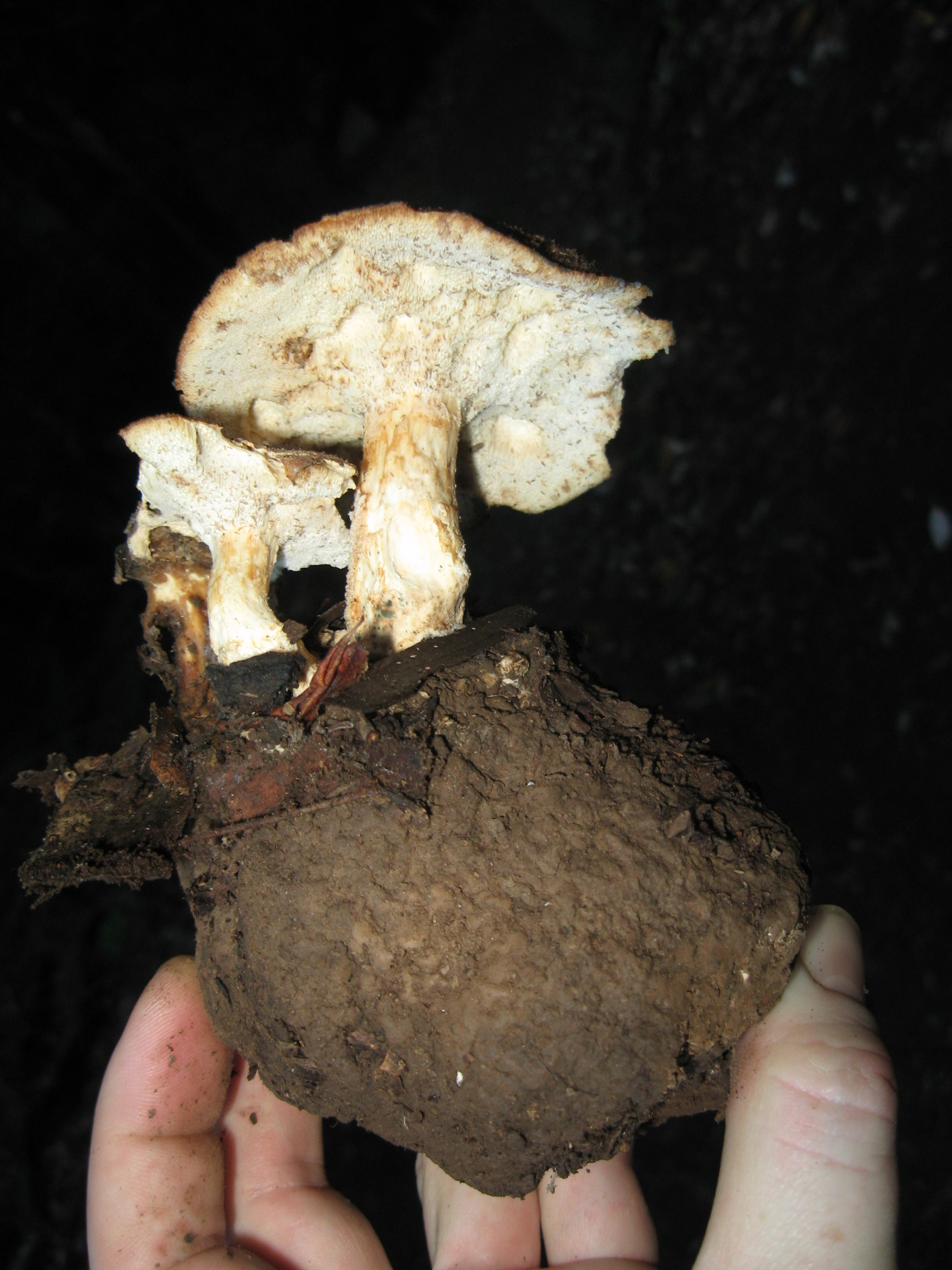
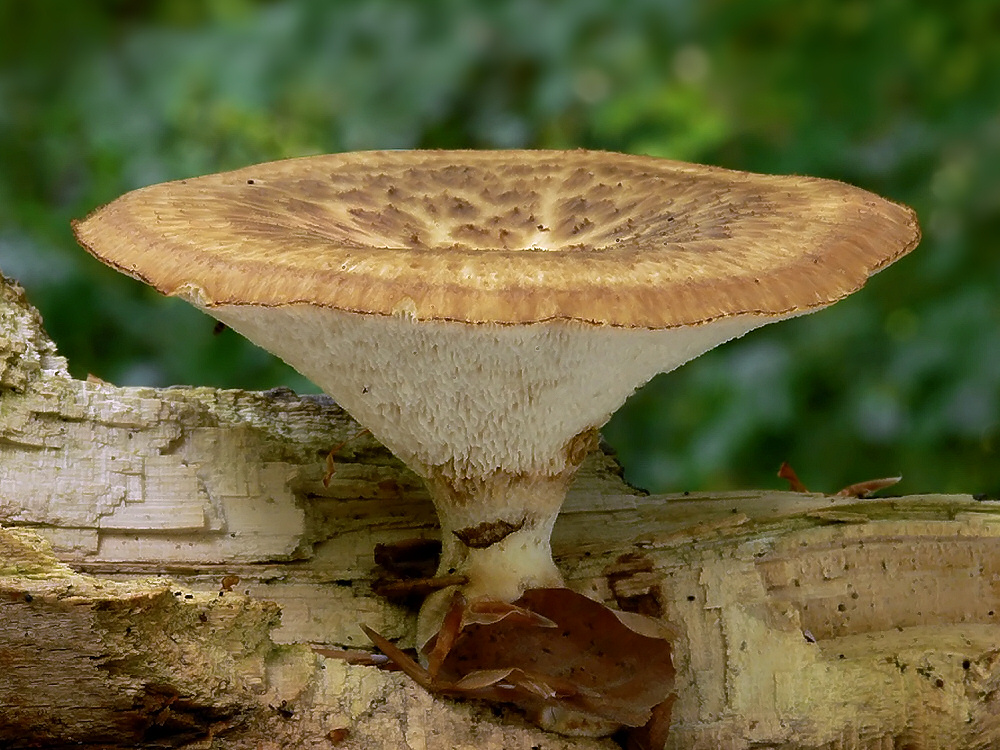
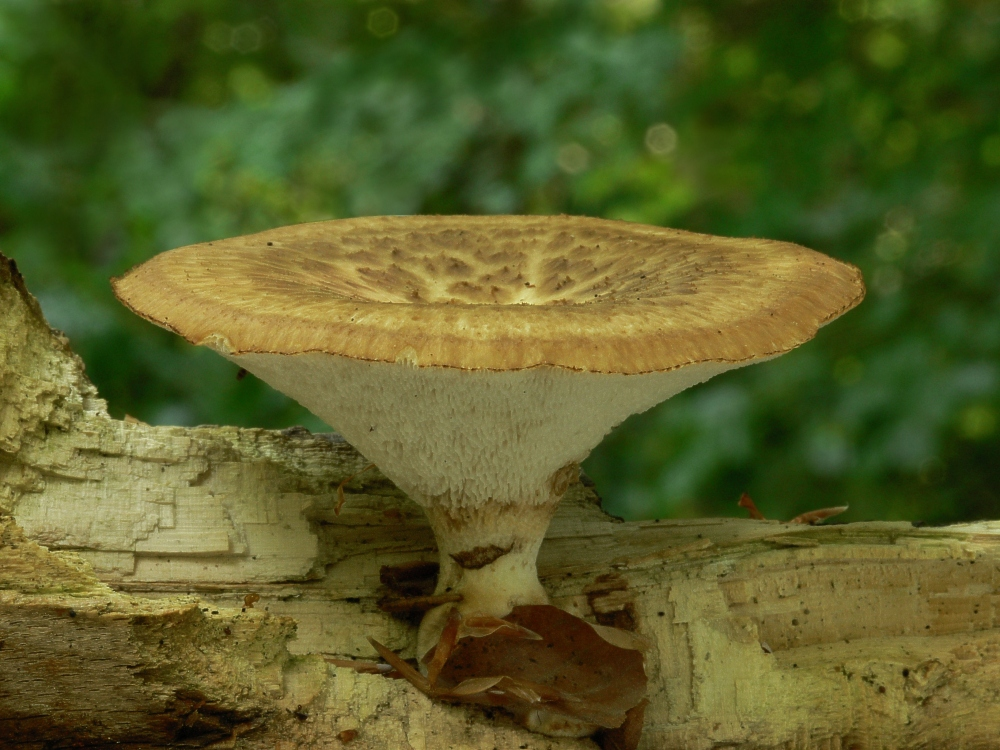